# Гасмонея (Луцьк)
«Гасмонея» (Луцьк) (пол. Żydowski Klub Sportowy Hasmonea Łuck / івр. מועדון הכדורגל חשמונאים לוצק) — польський єврейський футбольний клуб з Луцька (зараз — Україна).

## Історія
Футбольна команда «Гасмонея» була заснована в Луцьку на початку XX століття. Виступала в Польській окружній лізі Волині — Клясі «А».
У вересні 1939 року, після початку Другої світової війни, клуб припинив існування.